# كامرين مانهايم
كامرين مانهايم (بالإنجليزية: Camryn Manheim)‏ (مواليد 8 مارس 1961 في نيو جيرسي)، هي ممثلة أمريكية بدأت مسيرتها الفنية عام 1983. كما أنها من الفائزات بجائزة إيمي وجائزة غولدن غلوب.

## الأعمال

### أفلام
- الأثر المفاجئ (1983)
- ماحي (1996)
- سيارة شرطة (2015)

### مسلسلات
- حياة واحدة للعيش (1995)
- آلي مكبيل (1998)
- فاميلي غاي (2000)
- ويل وغريس (2000)
- بوسطن العامة (2001)
- كلمة إل (2004)
- رجلان ونصف (2004)
- كيف قابلت أمكما (2005)

## وصلات خارجية
- كامرين مانهايم على موقع IMDb (الإنجليزية)
- كامرين مانهايم على موقع ألو سيني (الفرنسية)
- كامرين مانهايم على موقع أول موفي (الإنجليزية)
- كامرين مانهايم على موقع قاعدة بيانات برودواي على الإنترنت (الإنجليزية)
- كامرين مانهايم على موقع قاعدة بيانات الأفلام السويدية (السويدية)
- كامرين مانهايم على موقع إن إن دي بي (الإنجليزية)
- كامرين مانهايم على موقع قاعدة بيانات الفيلم (الإنجليزية)
- كامرين مانهايم على موقع كينوبويسك (الروسية)